# Здание Аграрного банка
Здание Аграрного банка (серб. Зграда Аграрне банке) находится на пересечении Площади Николы Пашича и улицы Влайковичева, на территории городского района Стари-Град, в Белграде, признан памятником культуры Здание построено по проекту архитекторов Петра и Бранка Крстича.

## История
Правление Привилегированного аграрного банка объявил конкурс на проект строительства нового представительного банка в конце 1930 года, строительство здания велось в период с 1932 по 1934гг. Оно являлось одним из последних банковских зданий Белграда между двумя мировыми войнами, которые являлись символами политическая и экономическая мощь государства. Братьям Крстичам на конкурсе была присуждена третья премия, но всё-таки было принято решение поручить им строительство, однако с внесением изменений в первоначальный внешний вид фасада.

## Архитектура
Здание проектировано как представительное деловое здание с угловым закругленным фасадом и монументальной входной частью. Из-за своих архитектурных характеристик сооружение относится к группе сооружений, у которых авторы добились компромисса между академическим и модернистским взглядами на архитектуру, его можно отнести к шедеврам сербского модерна. Разделенный на три части фасад, оживленный ордером ионических колонн в зоне первого этажа и характерным карнизом крыши, придала характер стиля академизма внешнему иду здания, в то время как композиция целого и функциональные решение плана свидетельствуют о выборе автором модернистской концепции архитектуры. Здание является произведением братьев Петра и Бранка Крстичей, которые этим проектом внесли существенный вклад в оформление центральной зоны города Белграда, оно относится к их наиболее важным произведениям. Конструкция здания выполнена в железобетонном фахверке, фасад облицован беловодским песчаником.
После Второй мировой войны, здание подвергалось ряду изменений, его надстройка выполнена по проекту братьев Крстичей.
В здании сегодня размещен Исторический музей Сербии.

## Скульптура
Автором скульптура и многих рельефов в лестничном холле Аграрного банка является скульптор ЛойзеДолинар, украшения главного портала и окон между колоннами изготовил МиленкоДжорджевич.

## Галерея

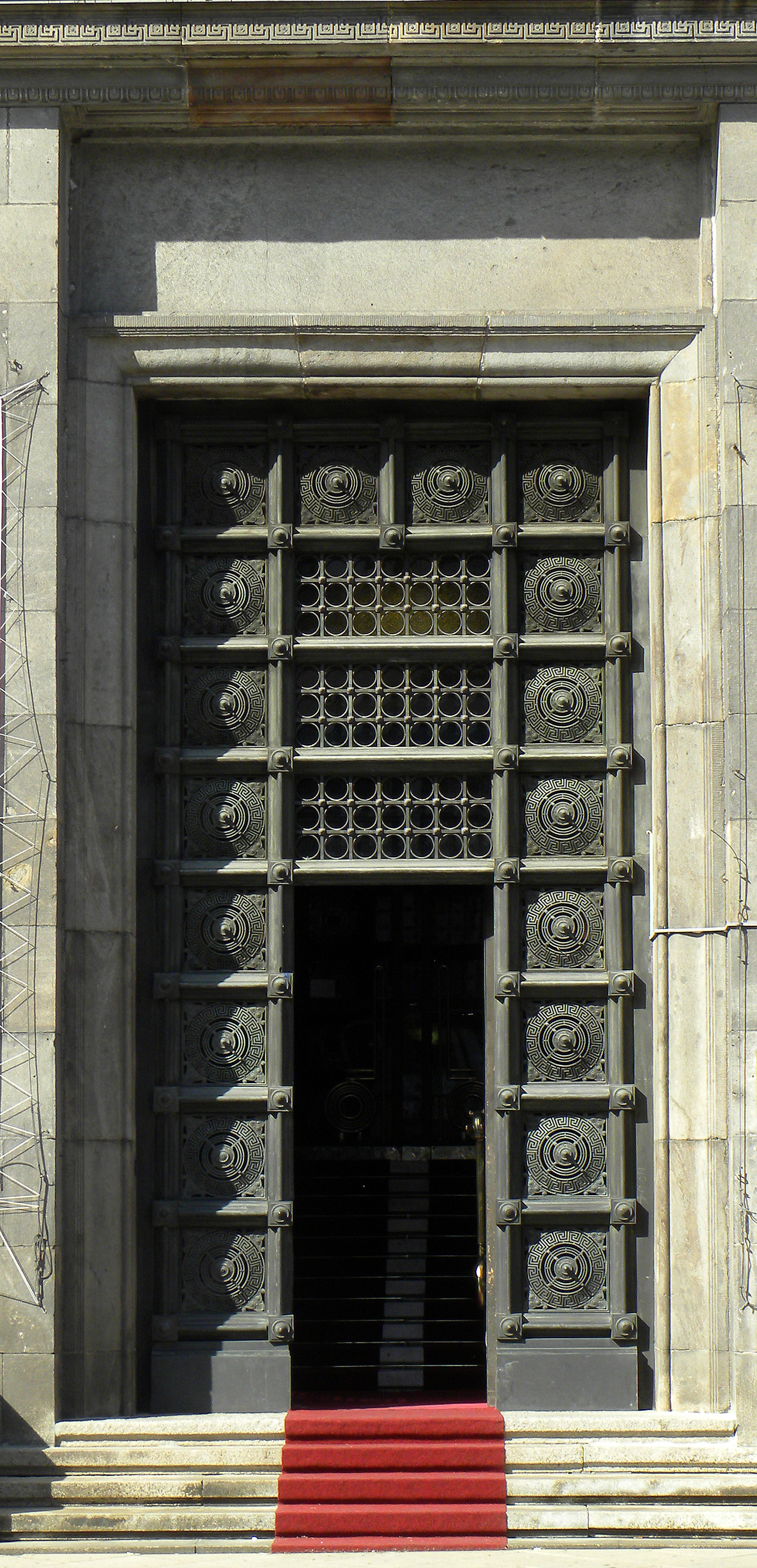
Здание Аграрного банка — деталь
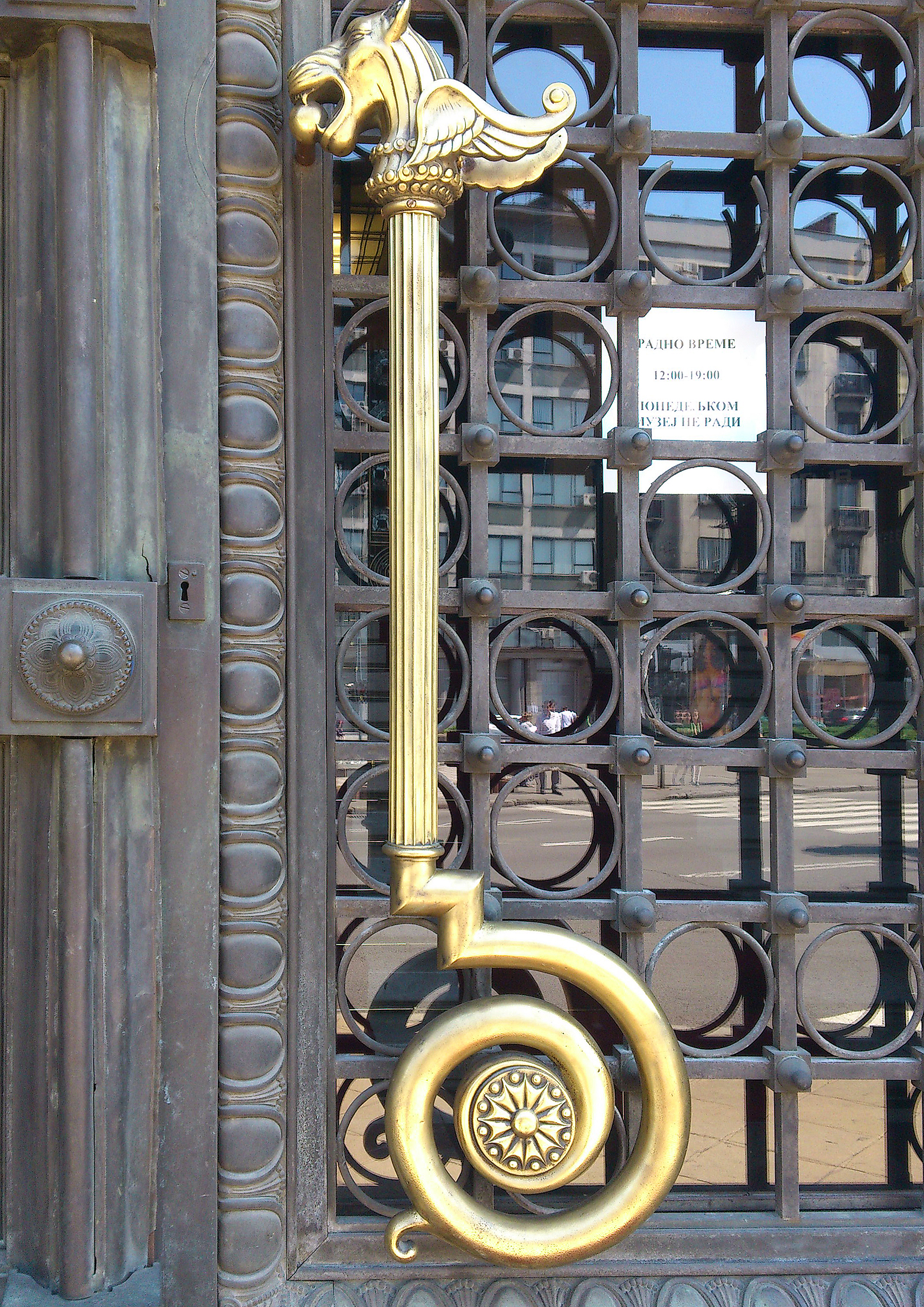
Здание Аграрного банка — деталь
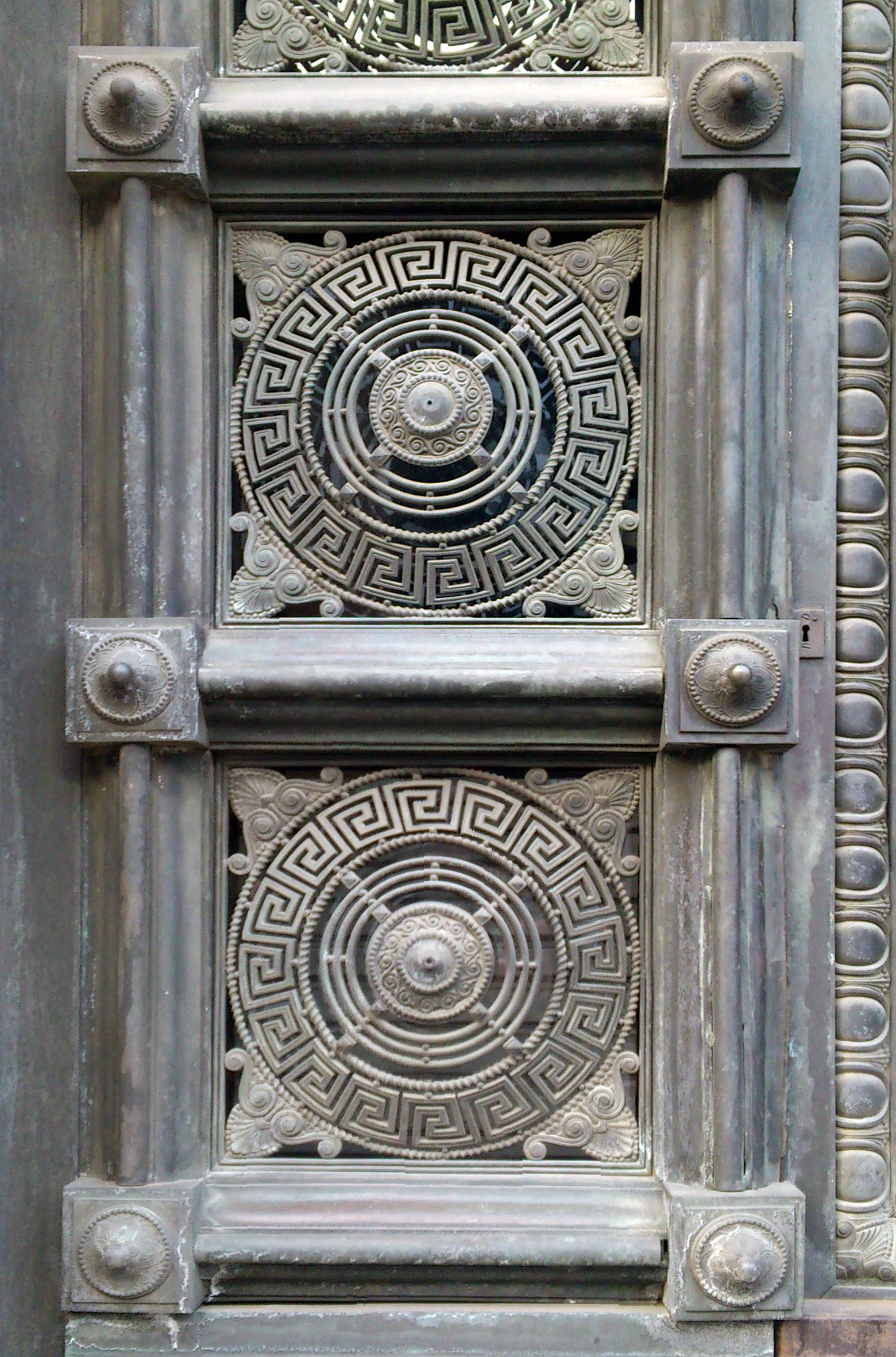
Здание Аграрного банка — деталь
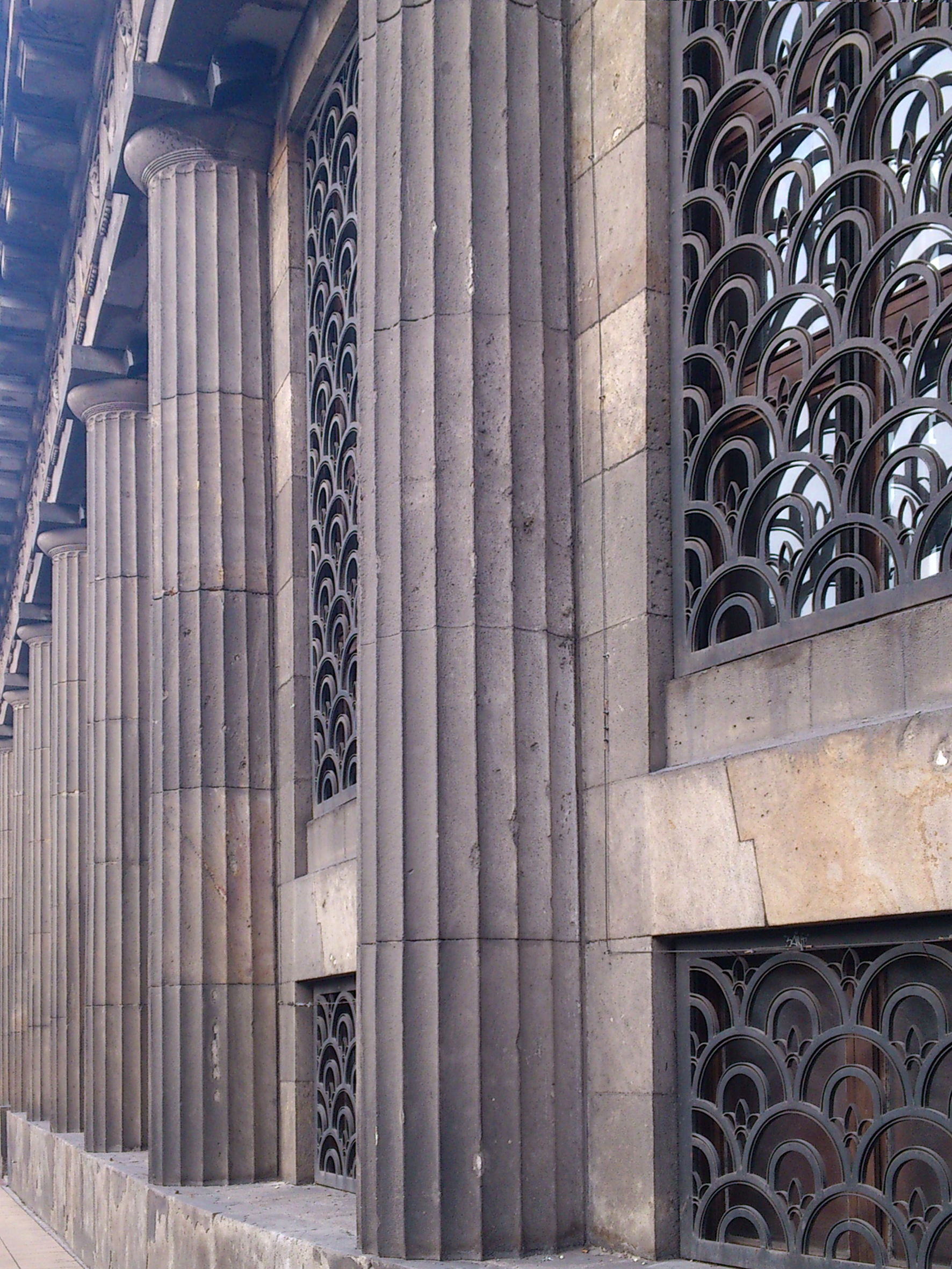
Здание Аграрного банка — деталь
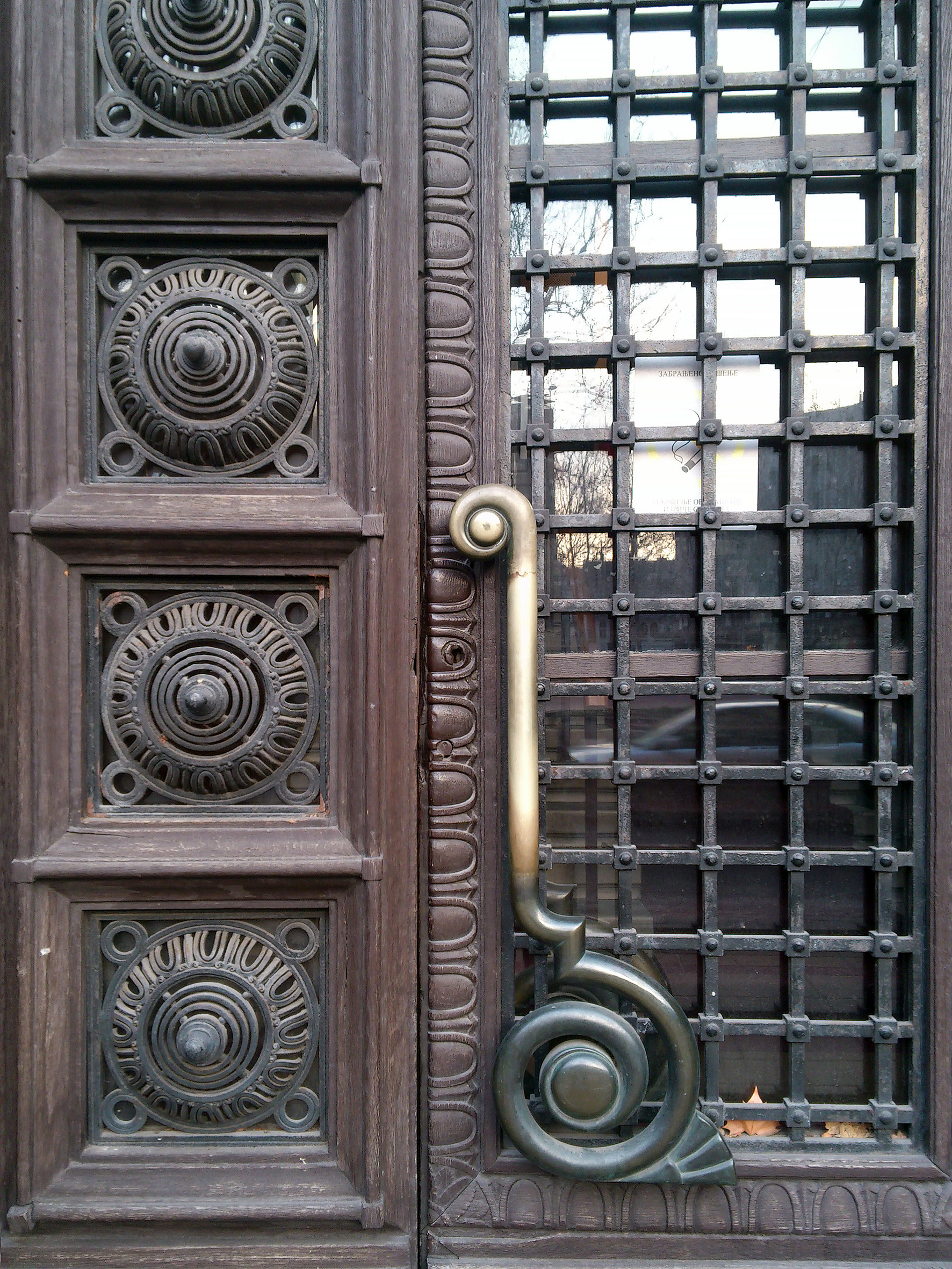
Здание Аграрного банка — деталь

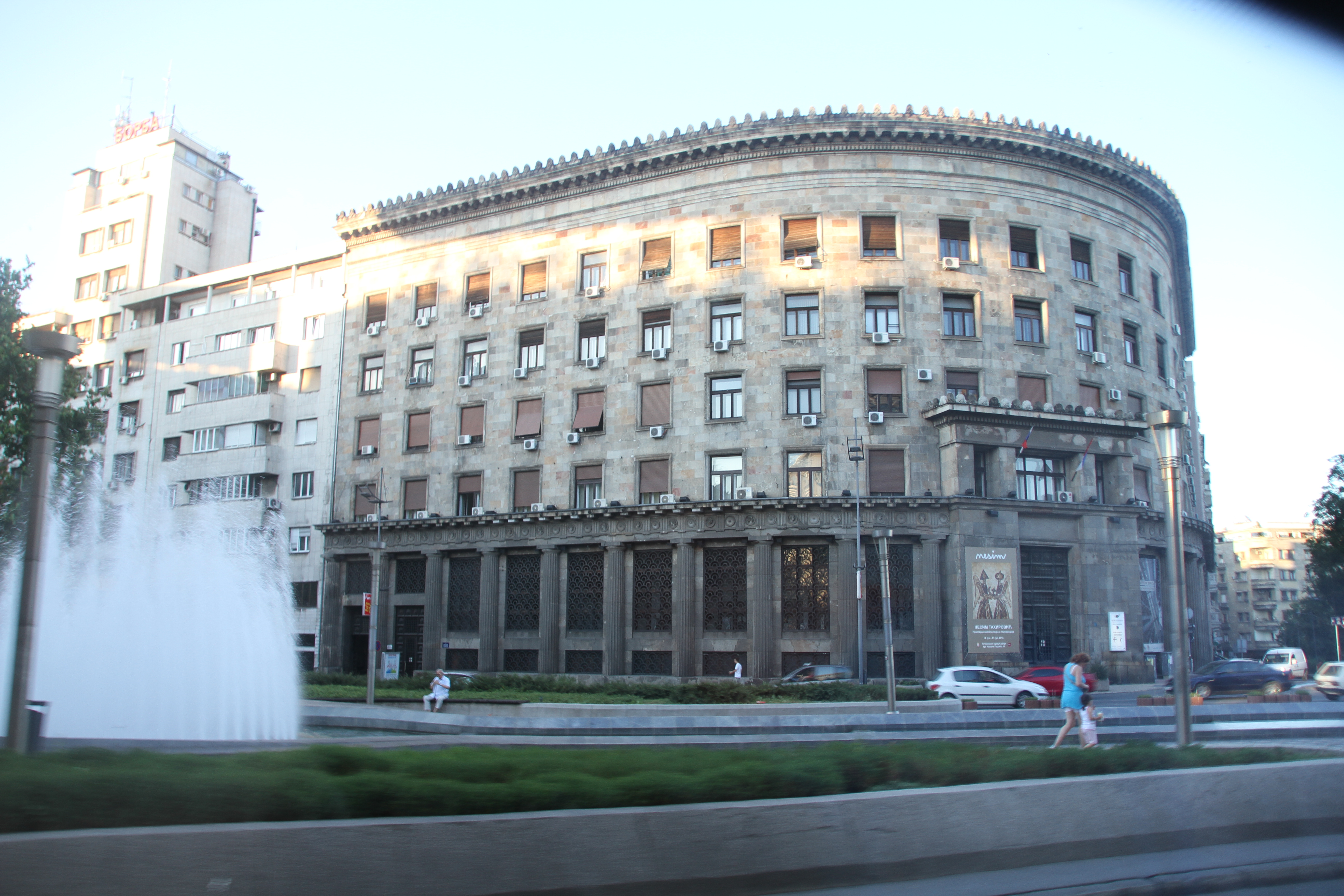
Здание Аграрного банка
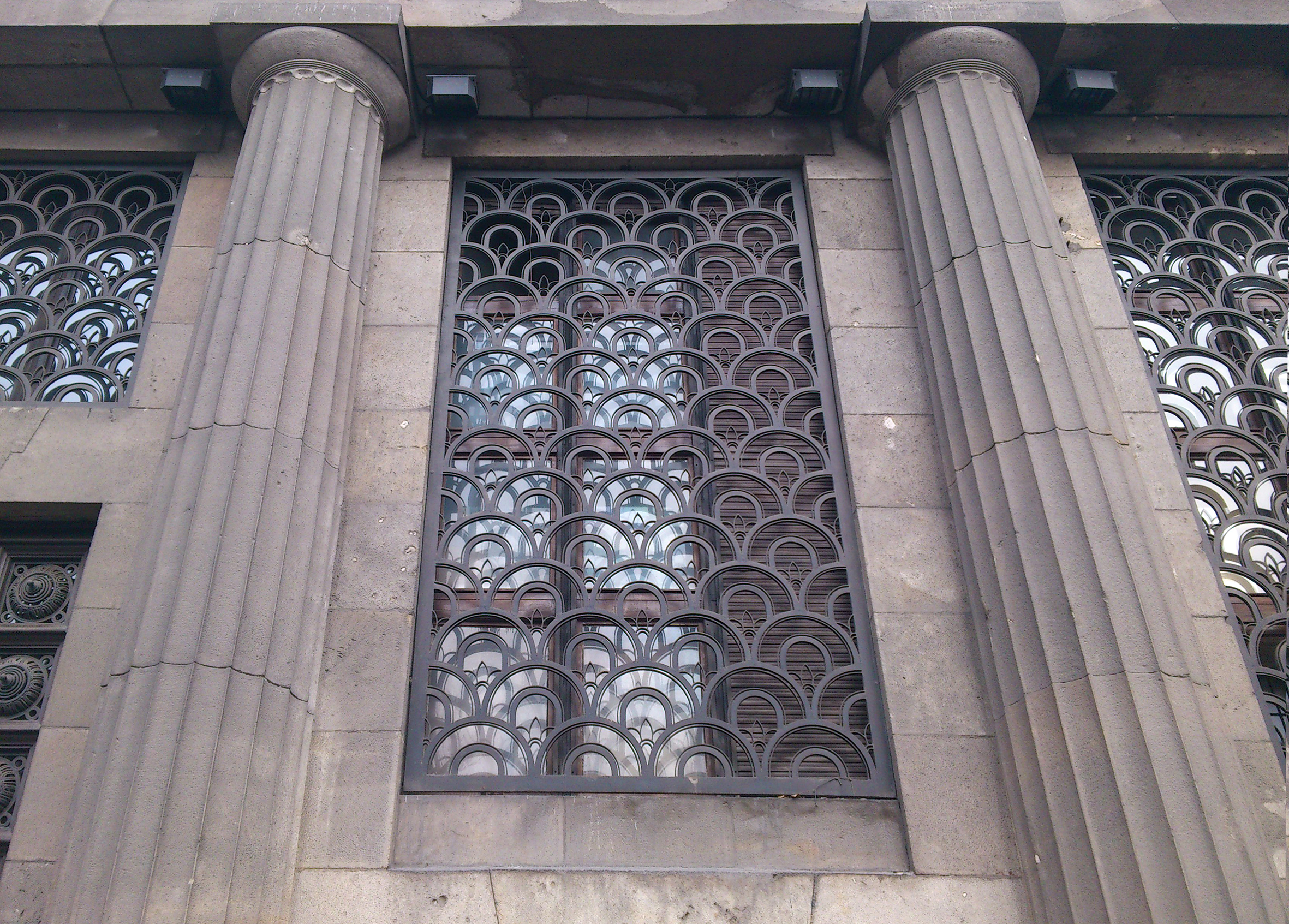
Здание Аграрного банка — деталь
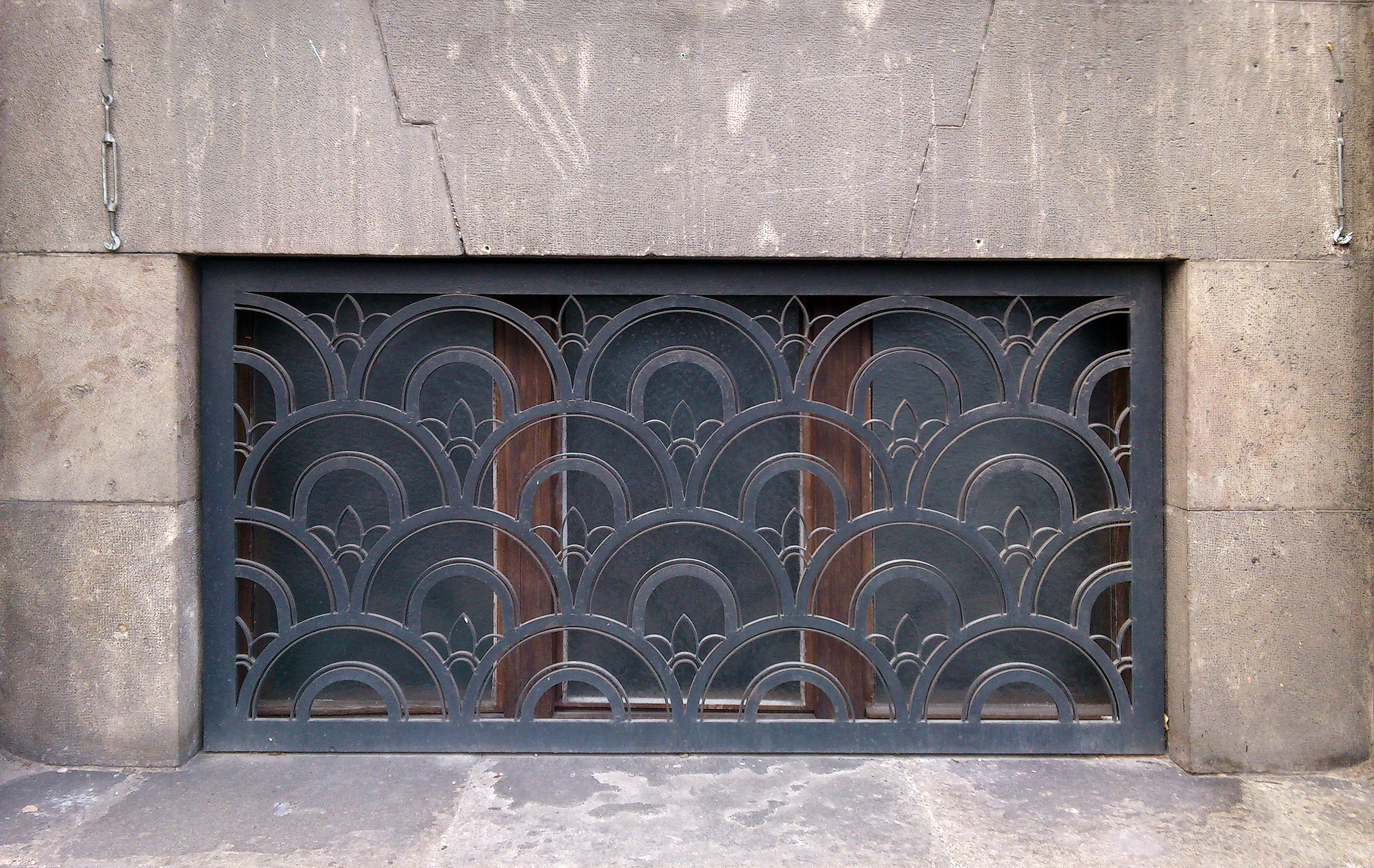
Здание Аграрного банка — деталь